# Даманхур
Даманху́р (араб. دمنهور‎, копт. ϯⲙⲓⲛϩⲱⲣ, Дименхор, "Поселение Гора") — город в Нижнем Египте, административный центр провинции (мухафазы) Бухейра.

## География
Расположен в 160 км к северо-западу от Каира и в 70 км к юго-востоку от Александрии, в западной части дельты Нила, на высоте 18 м над уровнем моря. Географические координаты: 31°03′ с. ш. 30°28′ в. д..

## История
В древнем Египте город, известный ещё с додинастийных времен, был столицей 7 нома Нижнего Египта. Считается первым городом в мире, в котором начали чеканить монеты. Город стоял на берегу канала, соединявшего озеро Марьют с самым западным рукавом Нила. Город был посвящён древнеегипетскому богу Хору. 
В греческие и римские времена город назывался Гермополис Микра или Гермополис Парва, что также давало ему ассоциацию с Гермесом, отождествляемым с египетским богом Тотом. В русской историографии встречается название Ермополь Малый. 
В античные времена город привлекал внимание различных древних географов, включая Стефана Византийского, Страбона (xvii. p. 802) и Птолемея (iv. 5. § 46).

## Население
Население Даманхура по данным на 2006 год составляет около 241 895 жителей.

## Экономика
Благодаря развитому сельскому хозяйству в провинции Бухейра, в Даманхуре развиты промышленности, связанные с сельским хозяйством: очистка хлопка, переработка картофеля, сбор фиников. Транспортный узел. Текстильные, маслобойные предприятия. Ковроткачество. Крупный рынок хлопка и риса.

## Достопримечательности
- Мечеть Ат-Туба
- Мечеть Аль-Хабаши
- Опера Даманхура
- Муниципальная библиотека

## Известные уроженцы
- Ахмед Зевейл, получивший Нобелевскую премию по химии в 1999 году, родился в Даманхуре в 1946 году.